# Bandholm (plaats)
Bandholm is een havenplaats aan de noordkust van het eiland Lolland in het zuidoosten van Denemarken, ten noorden van Maribo.
Bandholm ligt in de in 2007 gevormde gemeente Lolland, in de regio Seeland.
Het dorp telt 718 inwoners (2007).
Er is een treinverbinding (museumspoorlijn) met Maribo en een veerdienst naar het eiland Askø.
Aan de zuidoostkant van Bandholm ligt het landgoed Knuthenborg. Sinds 1969 is hier een safaripark.

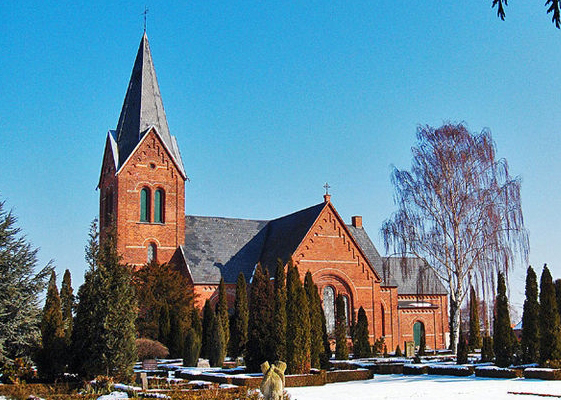
Lutherse kerk
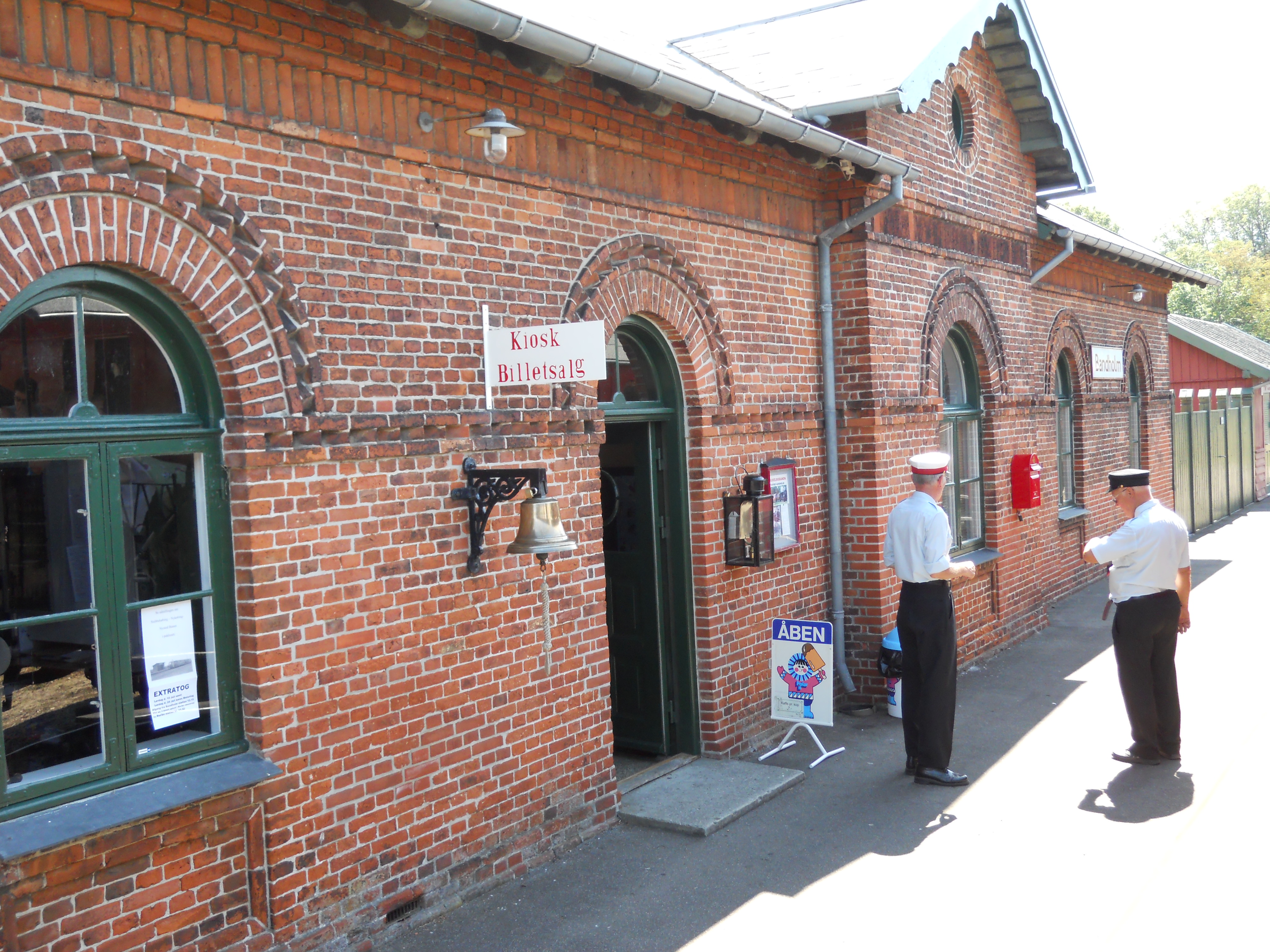
Station
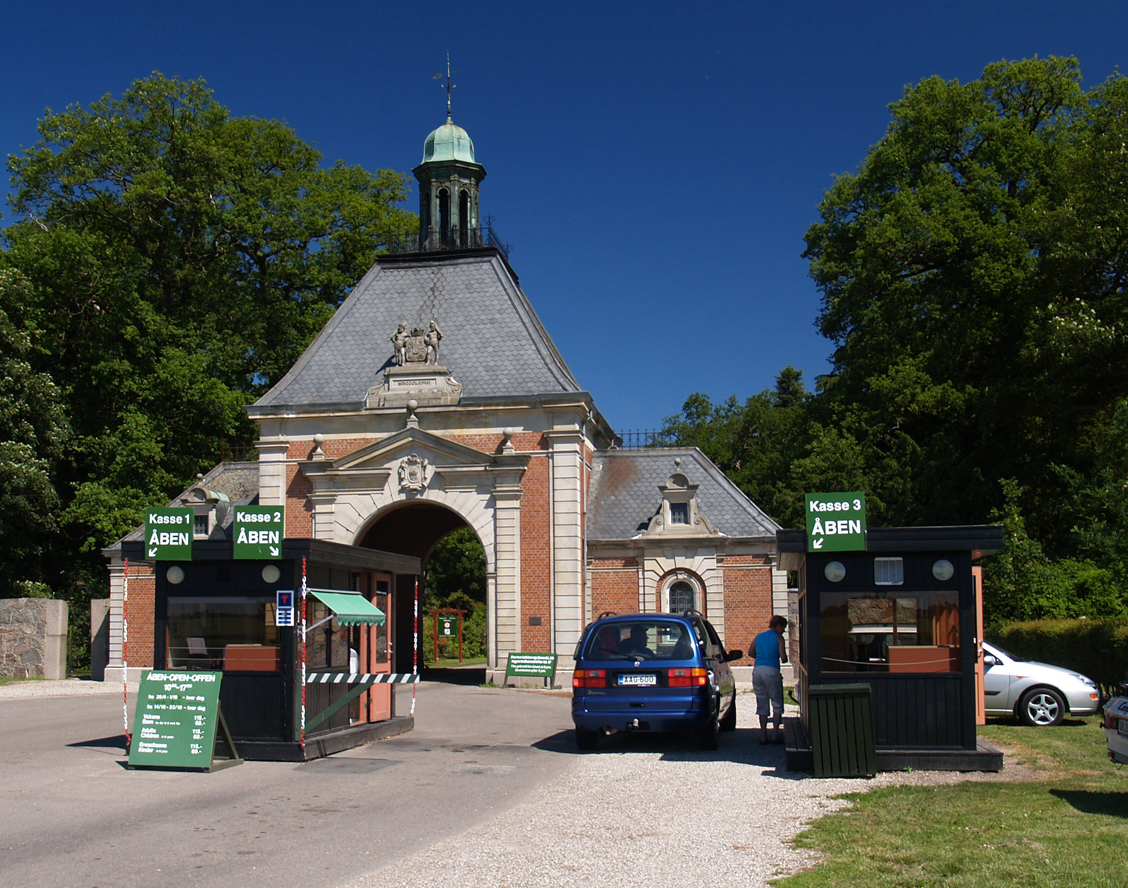
Ingang van Knuthenborg